# Конюхов Федір Пилипович
Федір Пилипович Конюхов (нар. 12 грудня 1951 року, село Чкалове, Запорізька область, Українська РСР) — російський мандрівник, письменник, художник, священик Української православної церкви (Московського патріархату).
Заслужений майстер спорту СРСР зі спортивного туризму (1989), член Спілки художників СРСР, Спілки письменників Росії і Спілки журналістів Росії. Перший росіянин, який побував на Південному і Північному полюсах і Евересті.

## Життєпис

### Досягнення
- Побував на полюсах:
  - Північний географічний (тричі)
  - Південний географічний

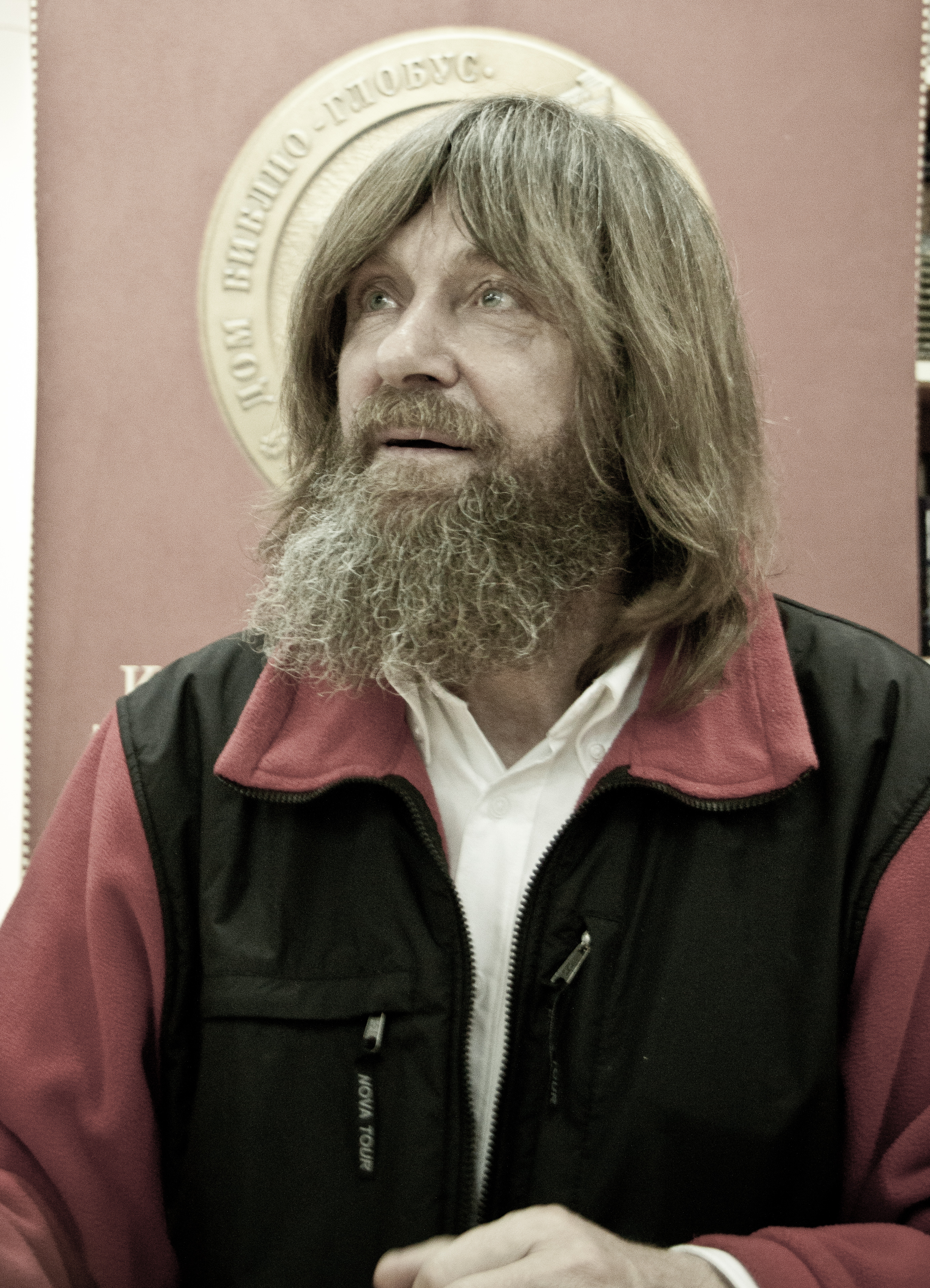
Федір Конюхов

  - Полюс відносної недосяжності в Північному Льодовитому океані
  - Еверест (полюс висоти)
  - Мис Горн (полюс яхтсменів)
- Перший росіянин, якому вдалося виконати програму «Великий Шолом» (Північний полюс, Південний полюс, Еверест).
- Перший в СНД закінчив програму 7 вершин, побувавши на вершинах всіх континентів. (В тому числі Азія — Еверест, Європа — Ельбрус)
- Перетнув наодинці Атлантичний океан на гребному човні зі світовим рекордом у 46 діб 4:00 (у категорії «автономно»).
- Перетнув наодинці Тихий океан на гребному човні зі світовим рекордом у 160 діб.
- Перше в історії Росії одиночне навколосвітнє плавання на яхті без зупинок.
- Рекордсмен вітрильного походу Antarctica Cup Race Track навколо Антарктиди в класі турист-одиночка.
- Облетів Землю на повітряній кулі «Мортон» за 11 днів [2] [3].

### Священик
19 грудня 2010 року єпископ Запорізький і Мелітопольський Української православної церкви (Московського патріархату) Йосип висвятив Конюхова в сан священика . Протодиякон Російської православної церкви Московського патріархату Андрій Кураєв прокоментував цю подію: «Украина — страна канонических чудес. Скорее всего, первый брак отца Фёдора был невенчанный, и его объявили „яко не бывшим“» . Конюхов був настоятелем церкви Покрови Святої Богородиці в історико-культурному комплексі «Запорізька Січ»  .

### Громадянська позиція
Фігурант бази даних центру «Миротворець» як особа, яка незаконно відвідувала окупований Росією Крим, свідомо порушуючи державний кордон України.

## Критика
- Олександр Бегак про рекорди Федора Конюхова (рос.) на YouTube